# توماس وايت (سياسي)
توماس وايت هو سياسي كندي، ولد في 7 أغسطس 1830 في مونتريال في كندا، وتوفي في 21 أبريل 1888 في أوتاوا في كندا. حزبياً، نشط في حزب كندا المحافظ. وقد انتخب عضو مجلس العموم الكندي عن دائرة Cardwell (federal electoral district) ‏ (22 فبراير 1887 – 22 يناير 1874).